# Mårten Eskil Winge
Pour les articles homonymes, voir Winge.
Mårten Eskil Winge (21 septembre 1825 - 22 avril 1896) est un peintre suédois connu principalement pour ses tableaux consacrés à la mythologie nordique.

## Œuvres
- Kraka, Stockholm, Nationalmuseum.
- Loki & Sigyn, Stockholm, Nationalmuseum.
- Thor combattant les géants, Stockholm, Nationalmuseum.

## Galerie

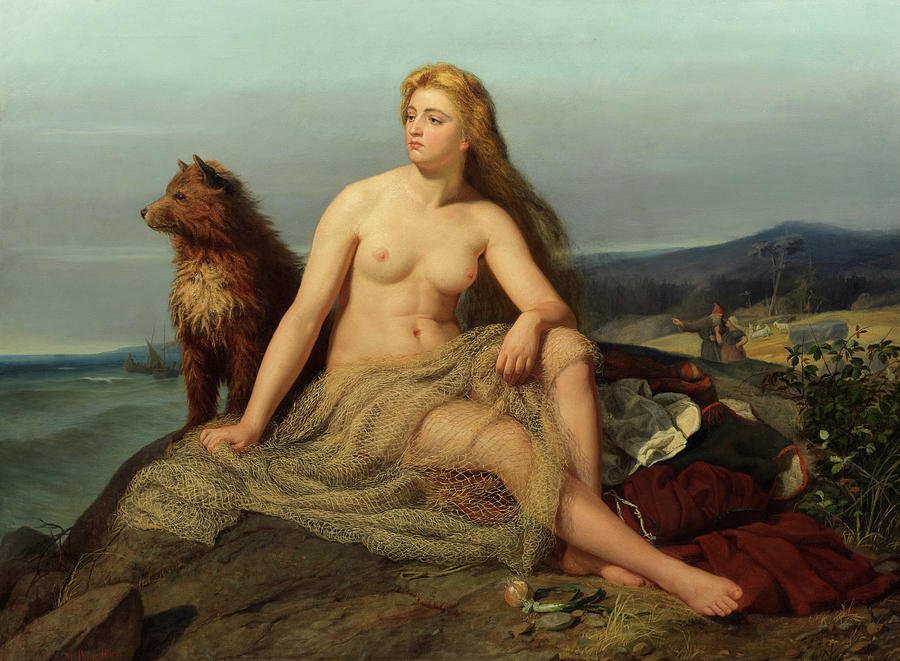
Kråka, 1862
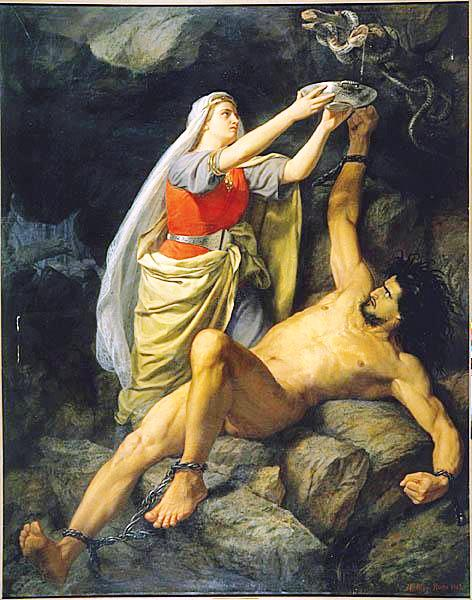
Loke och Sigyn, 1863
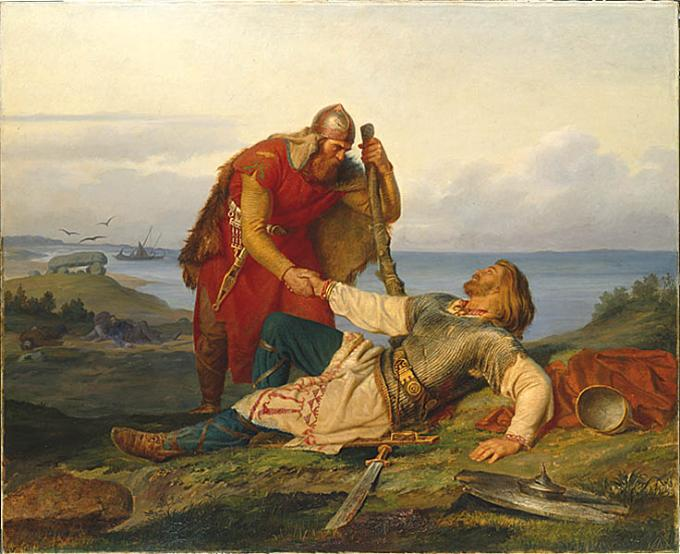
Hjalmars avsked av Orvar Odd efter striden på Samsö, 1866
Tors strid med jättarna, 1872
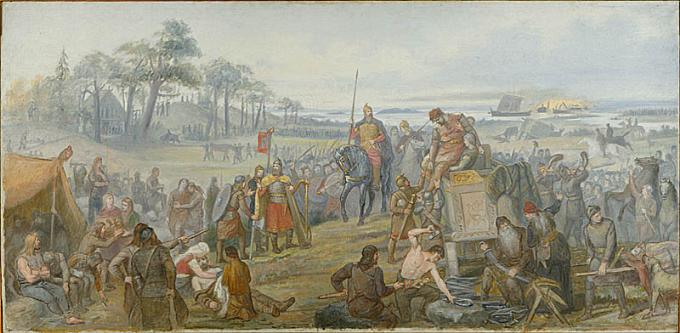
Efter slaget vid Fyrisvall (Après la bataille de Fýrisvellir), 1888